# Gare d'Évry-Courcouronnes
Pour les articles homonymes, voir Gare d'Évry.
La gare d'Évry-Courcouronnes est une gare ferroviaire française de la ligne de Grigny à Corbeil-Essonnes, située sur le territoire de la commune d'Évry-Courcouronnes, dans le département de l'Essonne, en région Île-de-France.
Elle est mise en service en 1975, c'est une gare de la Société nationale des chemins de fer français (SNCF) desservie par les trains de la ligne D du RER. Elle se situe à une distance de 30,864 km de Paris-Gare-de-Lyon.

## Situation ferroviaire
Établie à 72 mètres d'altitude, la gare d'Évry-Courcouronnes est située au point kilométrique (PK) 7,008 de la ligne de Grigny à Corbeil-Essonnes, entre les gares d'Orangis - Bois de l'Épine et de Bras de Fer - Évry - Génopole.

## Histoire

### Mise en service en 1975
La gare conçue par l'architecte Bernard Hamburger, est mise en service le 6 décembre 1975,.
À son ouverture, la gare proposait des services d'expédition de bagages, de petits colis et d'envois de détail.

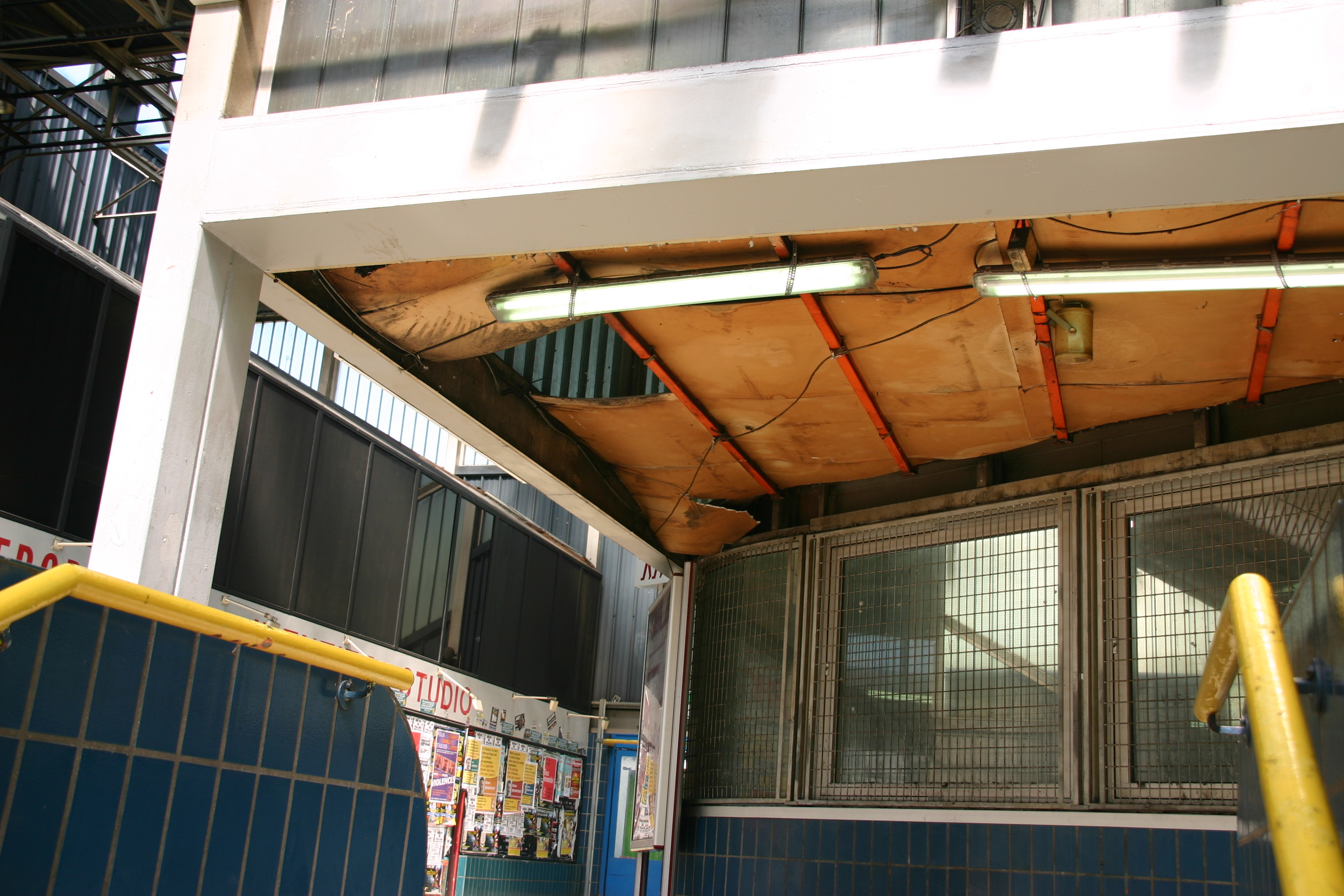
Le plafond de l'entrée Agora en 2007.

Au début des années 2000, le bâtiment principal de la gare se dégrade et sa conception (grand volume, nombreux recoins, accès multiples et enchevêtrés, etc.) n'est plus adaptée à son usage de gare de banlieue pour une population de l'agglomération d'Évry qui avait été estimée à 300 000 habitants lors des études de construction de la gare, alors qu'elle n'était que de 100 000 habitants 30 ans plus tard. Un plan de rénovation est alors lancé en 2003 pour, entre autres, ouvrir le hall de la gare vers la ville, en créant notamment une grande baie vitrée donnant une visibilité sur la cathédrale d'Évry et l'hôtel de ville, en habillant les façades de briques rouges dans le style caractéristique des nouveaux bâtiments environnants, en repensant les flux de circulation des usagers à l'intérieur de la gare et en créant un véritable pôle multimodal de transport.

### Rénovation de la gare et création du pôle intermodal
La rénovation de la gare concerne principalement le bâtiment de la gare : extérieurs et intérieurs, ainsi que ses accès et les cheminements à l'intérieur du bâtiment. L'éclairage, la signalétique, les dispositifs d'informations tels que les écrans ont été modernisés.
La rénovation est réalisée dans le cadre du plan de déplacements urbains en Île-de-France. Les travaux sont principalement réalisés sous les maîtrises d'ouvrage de la SNCF pour le réaménagement du bâtiment de la gare ferroviaire, de la DDE pour le renforcement de la structure du bâtiment, de la communauté d'agglomération Évry Centre Essonne pour le réaménagement des deux gares routières, de la communauté d'agglomération, du SMITEC et de la société d'économie mixte Transports intercommunaux Centre Essonne (TICE) pour la construction de l'agence de bus Centre Essonne et, enfin, de Réseau ferré de France pour les accès aux quais. La partie souterraine de la gare n'est pas concernée et devrait faire l'objet d'une rénovation qui n'est pas encore planifiée ni financée. Des travaux de rénovation de la gare annexe sont en cours de réalisation et seront livrés en octobre 2009.
Après plusieurs mois de travaux, de mai 2007 à décembre 2008, la rénovation de la gare est terminée et le nouveau pôle intermodal d'Évry - Courcouronnes est inauguré le 23 mars 2009 par Jacques Reiller, préfet de l'Essonne, par Manuel Valls, maire d'Évry, et par Stéphane Beaudet, maire de Courcouronnes et par les représentants du Conseil général de l'Essonne, du STIF, de la SNCF et de RFF.

Inauguration du pôle intermodal
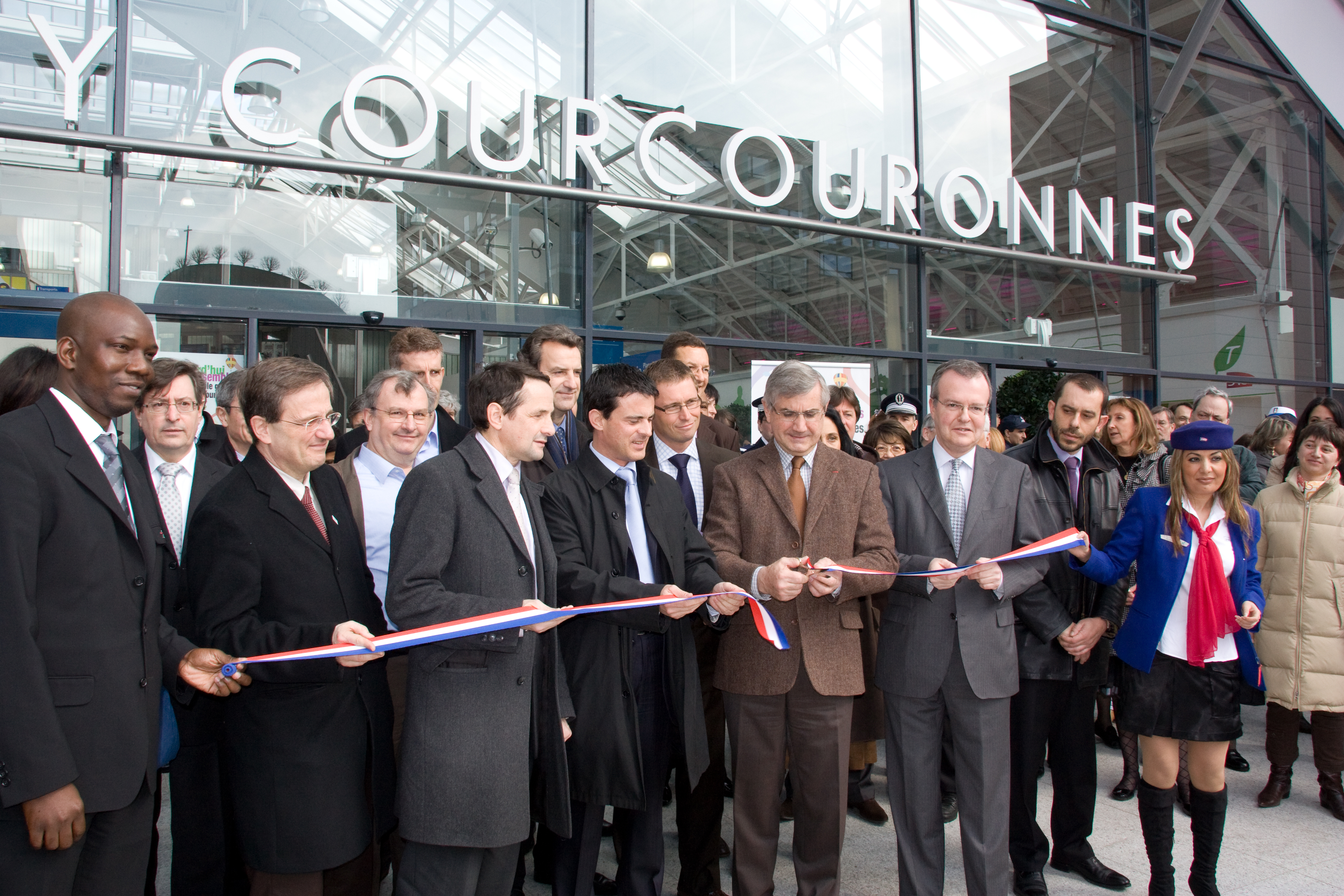
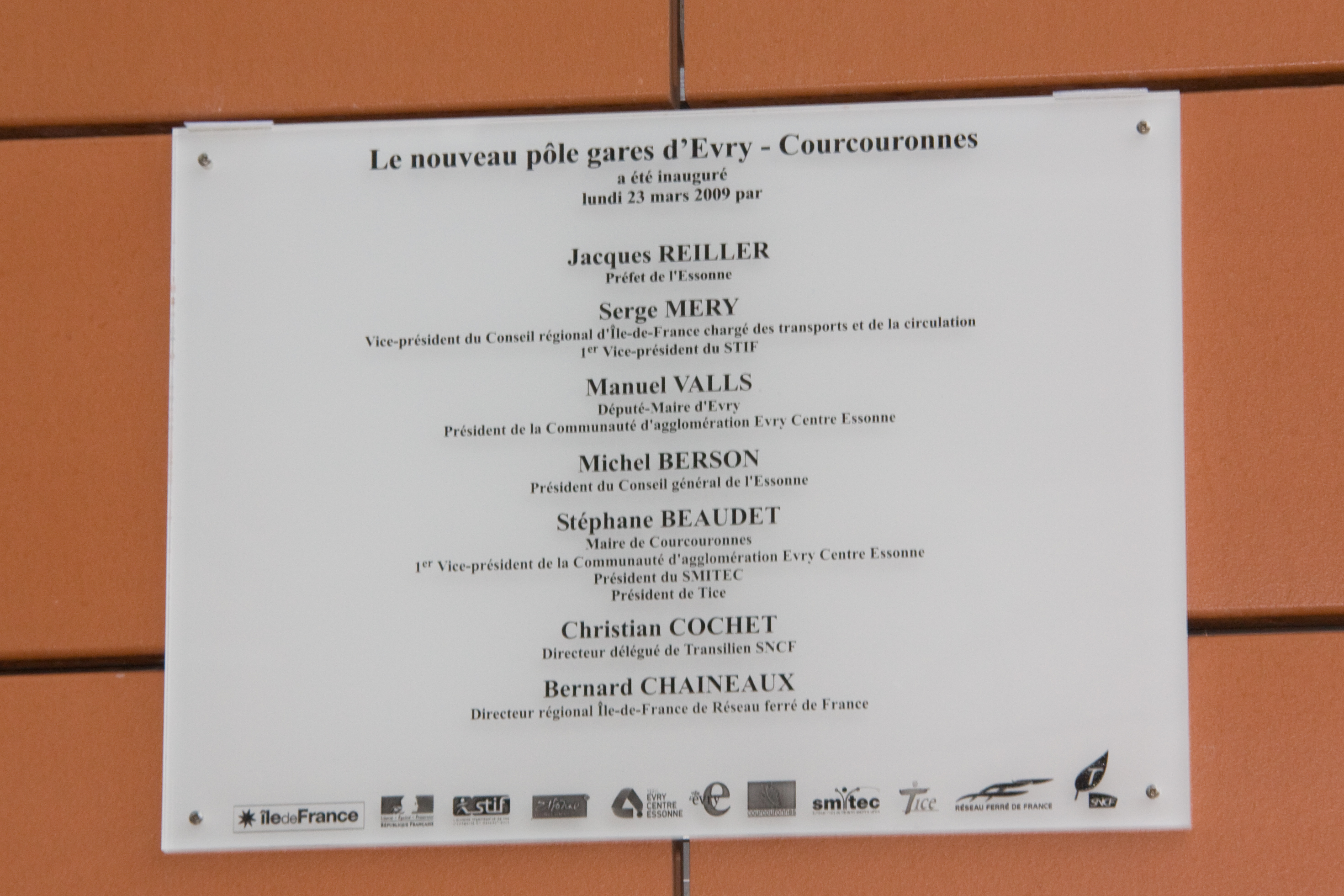
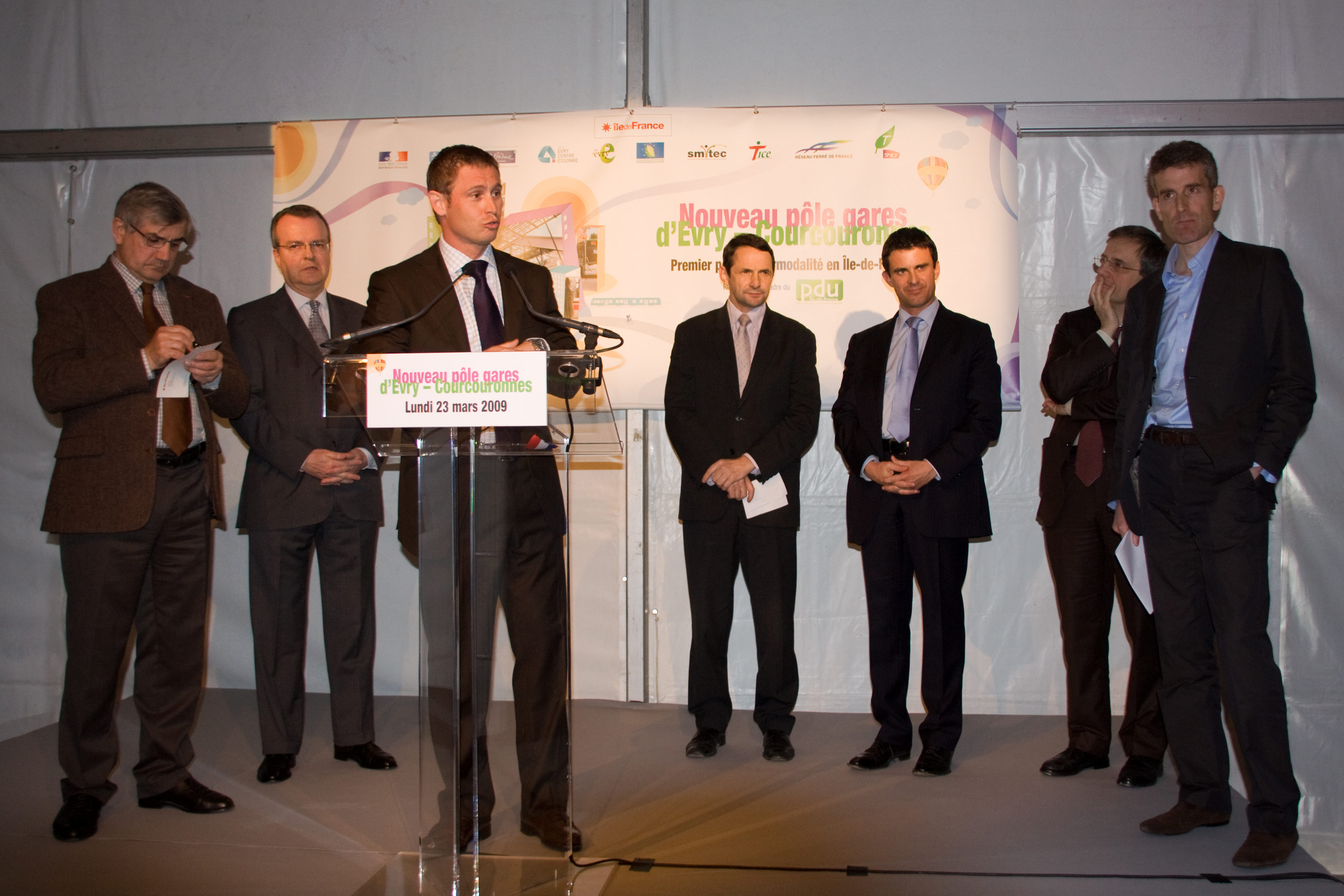

Le nouveau pôle intermodal comprend sur trois niveaux : 
- la gare SNCF desservie par les trains de la ligne D ;
- une gare routière ;
- un parking de 440 places (payant depuis le 1er juin 2009) ;
- une station de taxis ;
- une aire de dépose minute ;
- des services liés aux transports.

### Dénominations de la gare
À son ouverture, en 1975, la gare portait le nom de « gare d'Évry - Courcouronnes ». Par la suite, le suffixe Préfecture a été adjoint à son nom et la gare est alors nommée « gare d'Évry - Courcouronnes - Préfecture ».
À l'occasion de l'inauguration du nouveau pôle intermodal d'Évry-Courcouronnes en 2009, les représentants du STIF et de la SNCF annoncent  le changement de nom de deux des trois gares de la commune d'Évry : la gare « d'Évry - Courcouronnes - Préfecture » s'appellera  « Évry-Centre » et la gare d'Évry s'appellera « Évry-Val-de-Seine ». Ce changement était attendu tant la confusion et les erreurs étaient nombreuses entre les deux gares qui ne sont pas sur le même tronçon de la ligne. Beaucoup de voyageurs sont descendus à la petite gare d'Évry-Val-de-Seine en pensant être à la gare d'Évry-Courcouronnes. Le renommage de la gare s’effectue progressivement. Depuis le mois d'octobre 2009, des autocollants ont été posés sur les panneaux de quais pour remplacer le mot « Préfecture » par « Centre ».
Alors que depuis 2009, le nom définitif devait être « gare d'Évry-Centre », la gare est désormais communément dénommée « gare d'Évry-Courcouronnes », comme indiqué notamment sur la façade de l'entrée principale de la gare. Cependant, la gare est aussi dénommée « gare d'Évry-Courcouronnes - Centre » ; c'est ainsi qu'elle est énoncée dans le Système d'information voyageurs embarqué et indiquée sur les plans de la ligne, sur les panneaux des quais de la gare et sur de nombreux panneaux d'informations situés aux différentes entrées.

Différentes dénominations de la gare
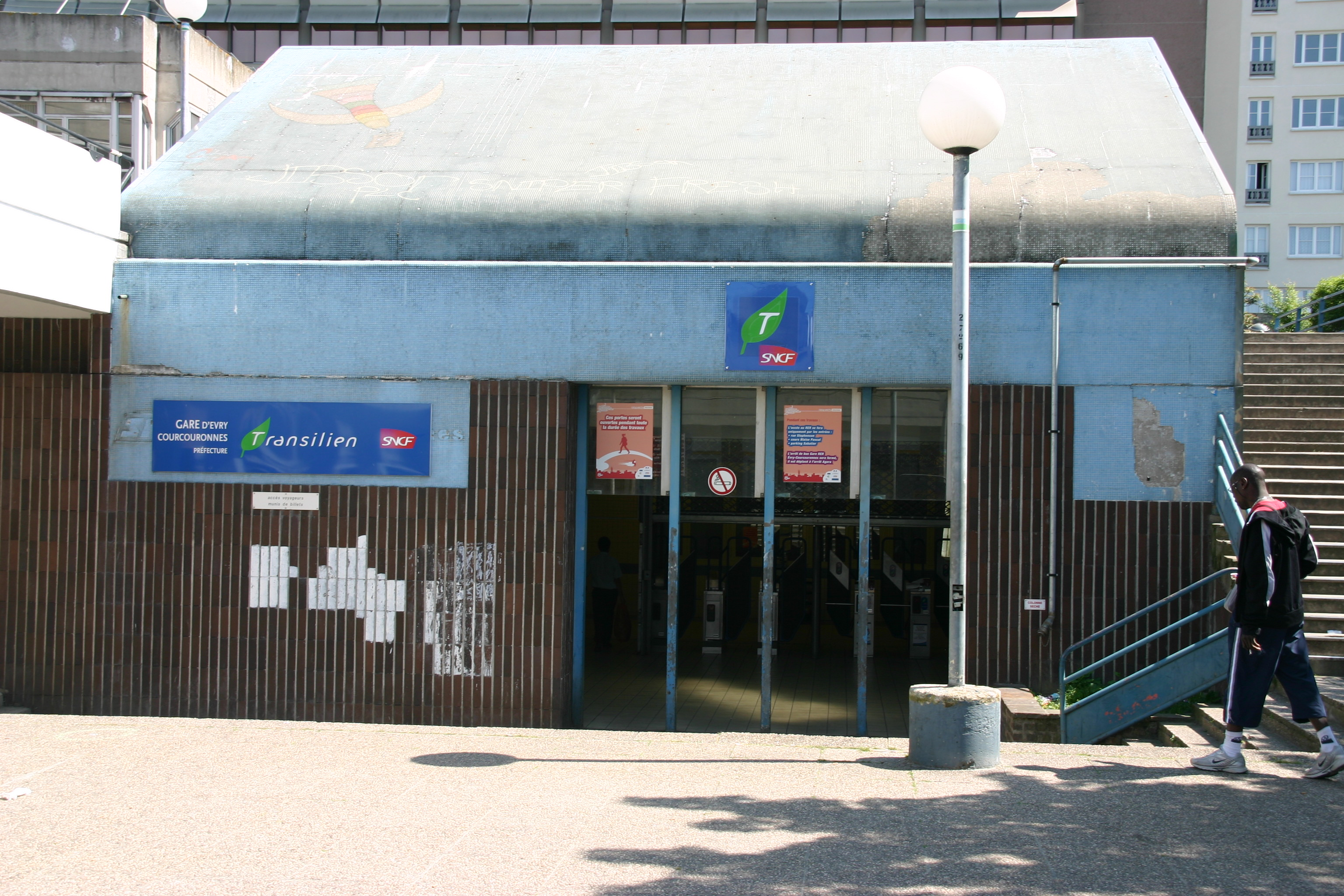
« Gare d'Évry Courcouronnes Préfecture », à l'entrée Cours Blaise-Pascal, en 2007.
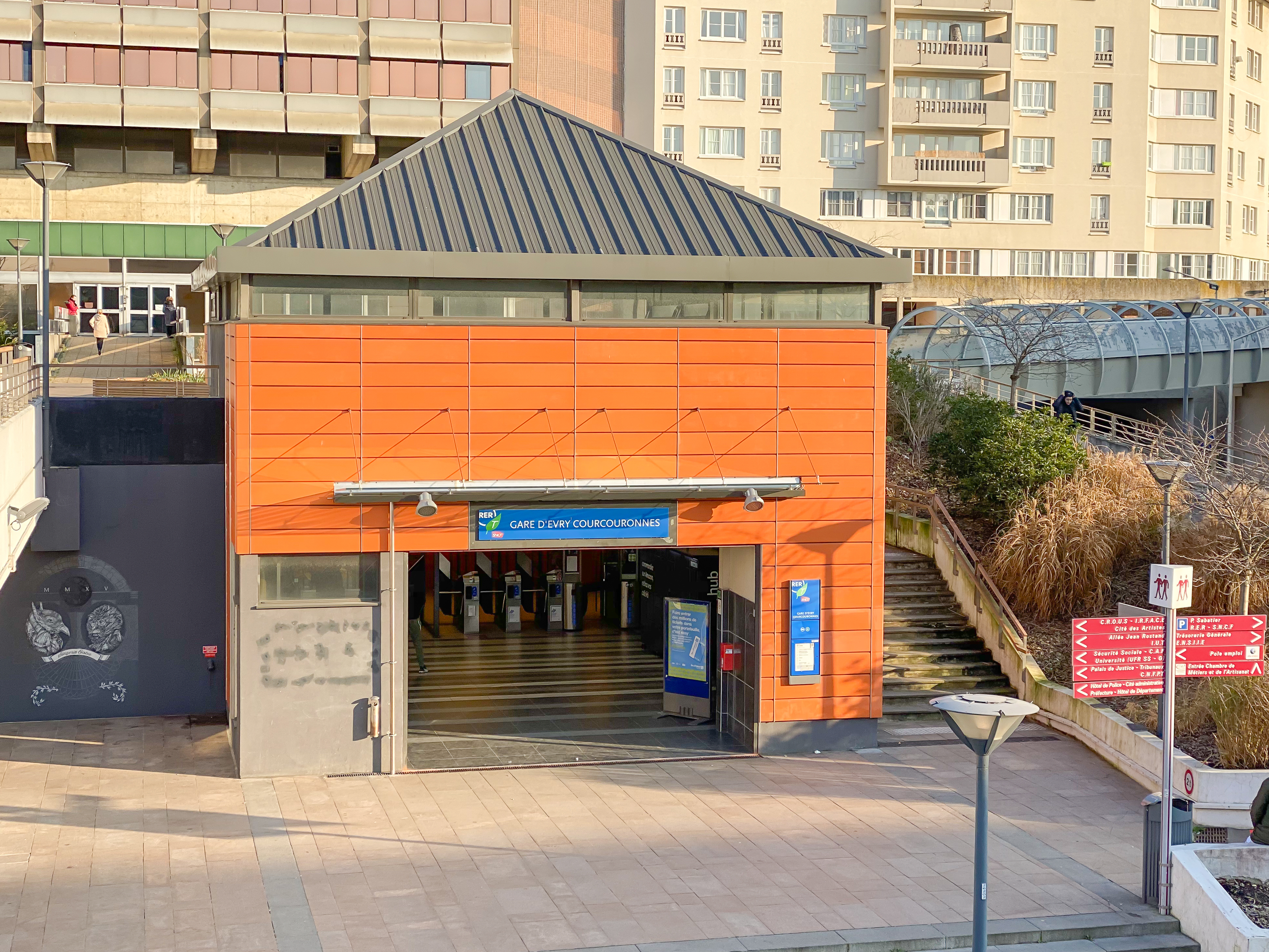
« Gare d'Évry Courcouronnes », à l'entrée Cours Blaise-Pascal, en 2020.
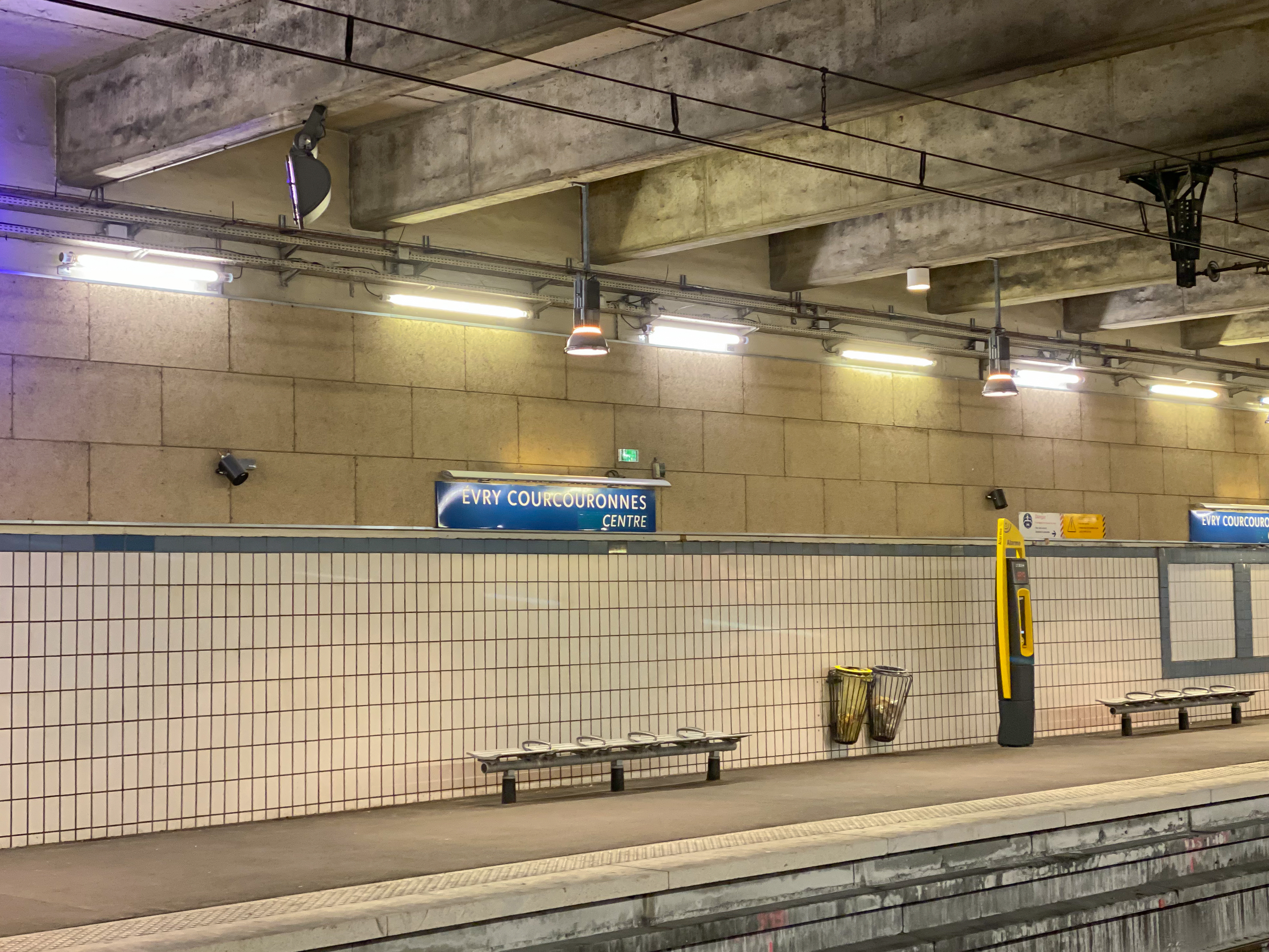
« Évry Courcouronnes  Centre » sur les panneaux des quais, en 2020.
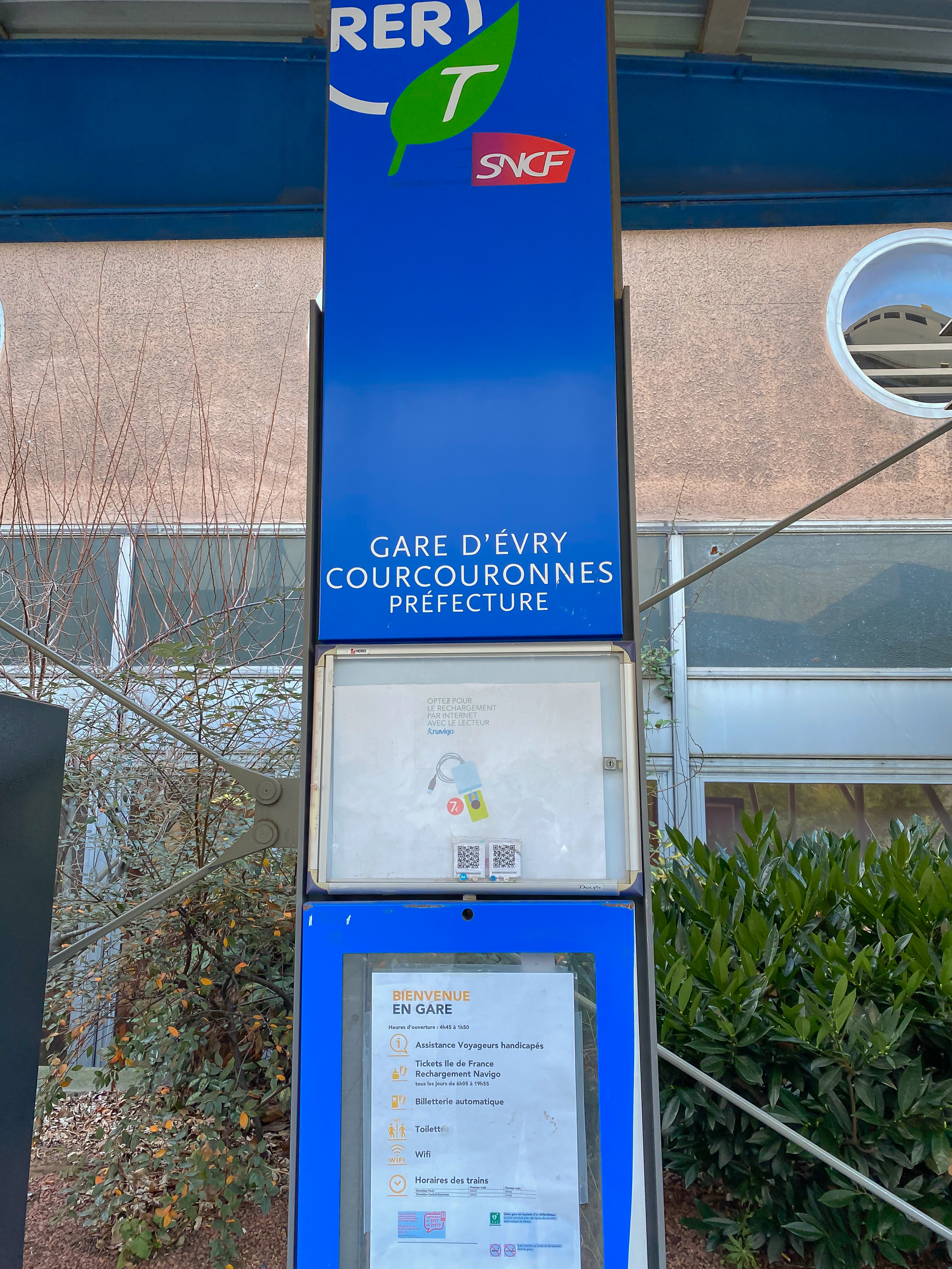
« Gare d'Évry Courcouronnes Préfecture », à l'entrée Parking Sabatier, en 2020.

### Autres évolutions
En décembre 2014, a été inaugurée la mise en accessibilité de la gare. Les travaux ont consisté notamment à rehausser les quais, à mettre aux normes les ascenseurs, à poser quatre nouvelles rampes d’accès pour les usagers en fauteuil roulant.

## Fréquentation
De 2015 à 2022, selon les estimations de la SNCF, la fréquentation annuelle de la gare s'élève aux nombres indiqués dans le tableau ci-dessous.
| Année     | 2015       | 2016       | 2017       | 2018       | 2019       | 2020      | 2021      | 2022      |
| --------- | ---------- | ---------- | ---------- | ---------- | ---------- | --------- | --------- | --------- |
| Voyageurs | 10 369 452 | 10 724 567 | 11 022 956 | 11 133 073 | 11 258 509 | 5 130 572 | 8 307 516 | 9 299 239 |

## Service des voyageurs

### Accueil
La gare en elle-même est souterraine et son hall, situé au niveau du sol, comporte quatre points d'accès principaux :
- la sortie Place des Droits-de-l'Homme (accès principal), niveau 0, au sud, depuis le cours Marc-Seguin (donnant accès accès à la cathédrale, à l'hôtel de ville et aux taxis) ;
- la sortie Blaise-Pascal, niveau 0, à l'est, depuis la place de la Gare (donnant accès à la CAF de l'Essonne, à l'IUT, à la préfecture et à l'hôtel de police) ;
- la sortie Agora, niveau 1, au nord, depuis les passerelles Allée Jacquard et Terrasse de la Gare (donnant accès à l’Agora, au centre commercial Évry 2, aux Arênes d'Évry et à la patinoire) ;
- la sortie Champs-Élysées, niveau 0, à l'ouest, depuis la rue Ambroise-Croizat (donnant accès à la CPAM de l'Essonne, à l'université, au centre islamique et à l'hôtel des impôts d'Évry).

Accès principaux à la gare
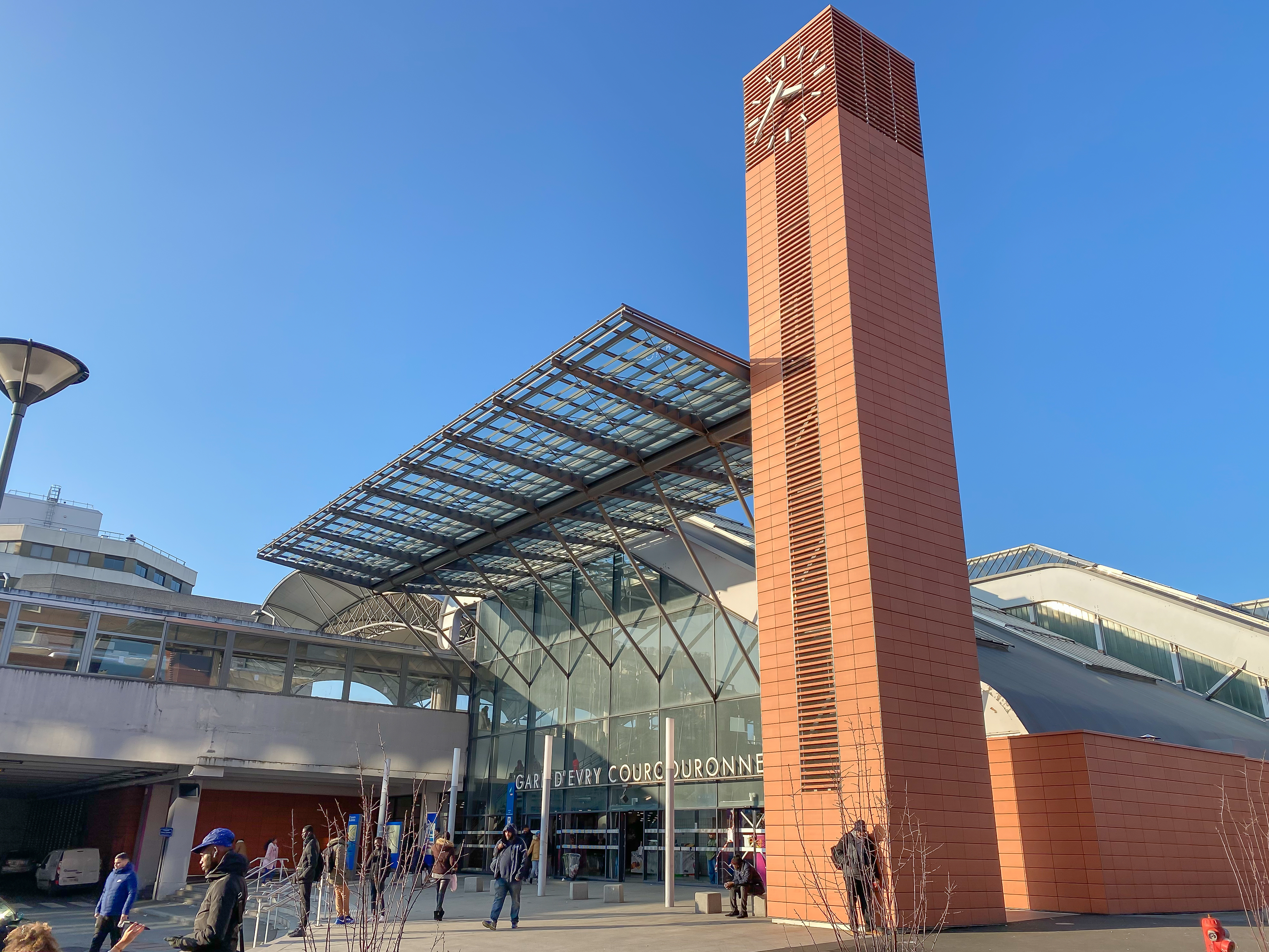
L'accès Place des droits de l'Homme.
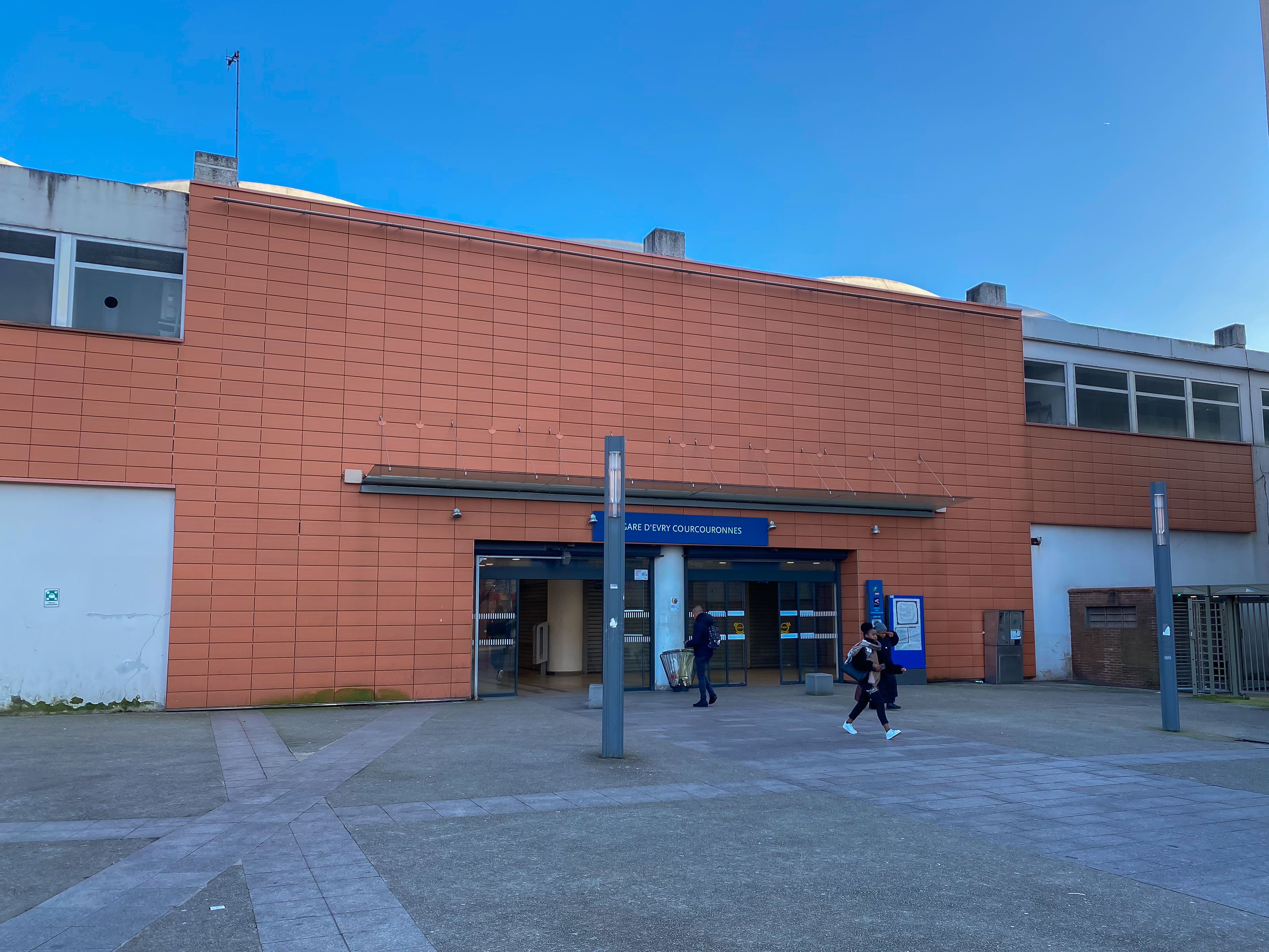
L'accès Champs-Élysées.
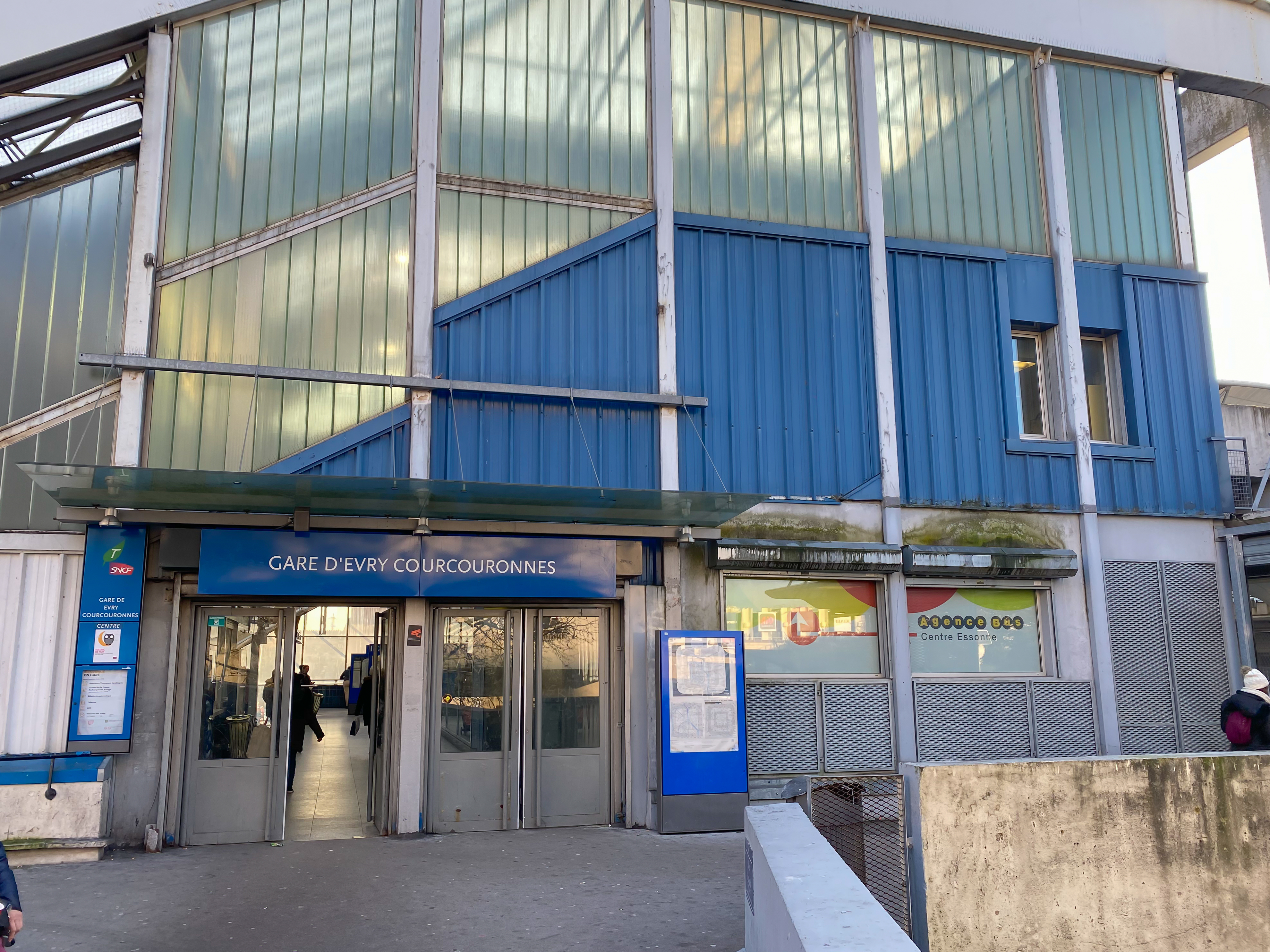
L'accès Agora.
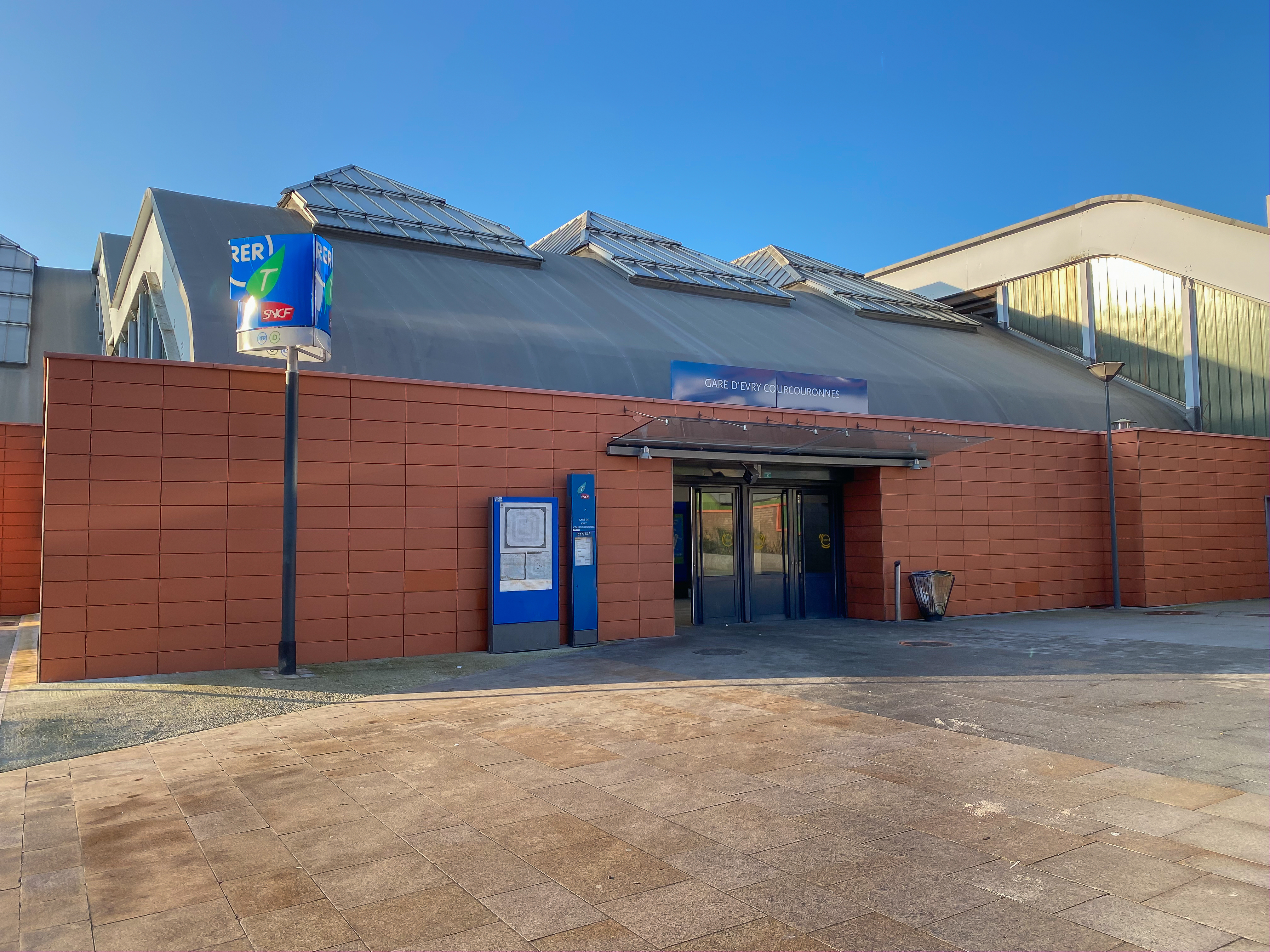
L'accès Place de la Gare.

La gare dispose de quatre accès secondaires :
- l'accès direct aux quais, niveau 0, à l'est, depuis le cours Blaise-Pascal (accès de nuit) ;
- l'accès direct aux quais, niveau 0, à l’extrême est de la gare, depuis le parking Paul-Sabatier ;
- l'accès direct aux quais, niveau 0, au nord, depuis la rue George-Stephenson ;
- l'accès au hall de la gare depuis la gare routière, niveau 1, à l'ouest.

Accès secondaire à la gare
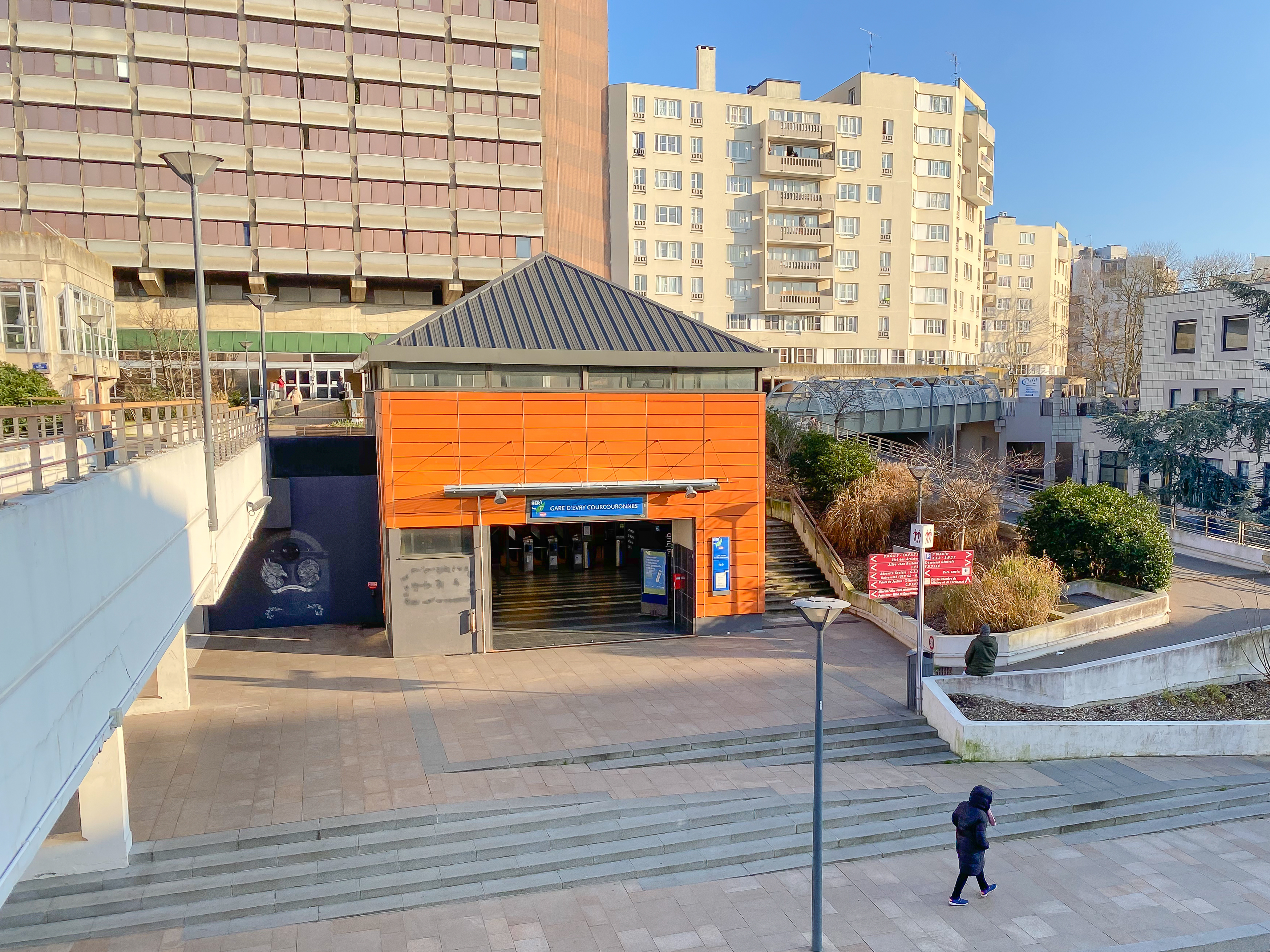
L'accès Cours Blaise-Pascal.
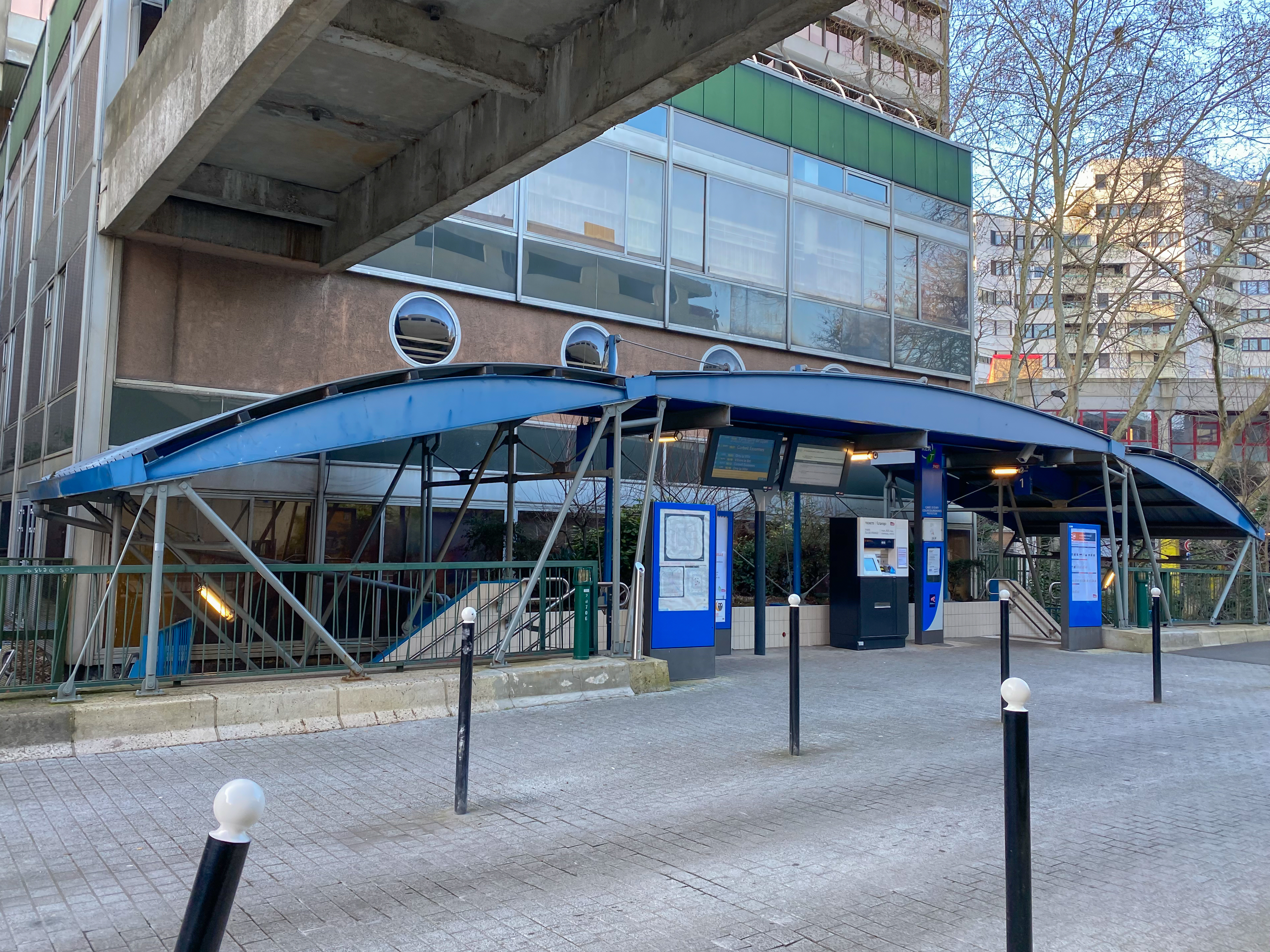
L'accès Parking Paul-Sabatier.
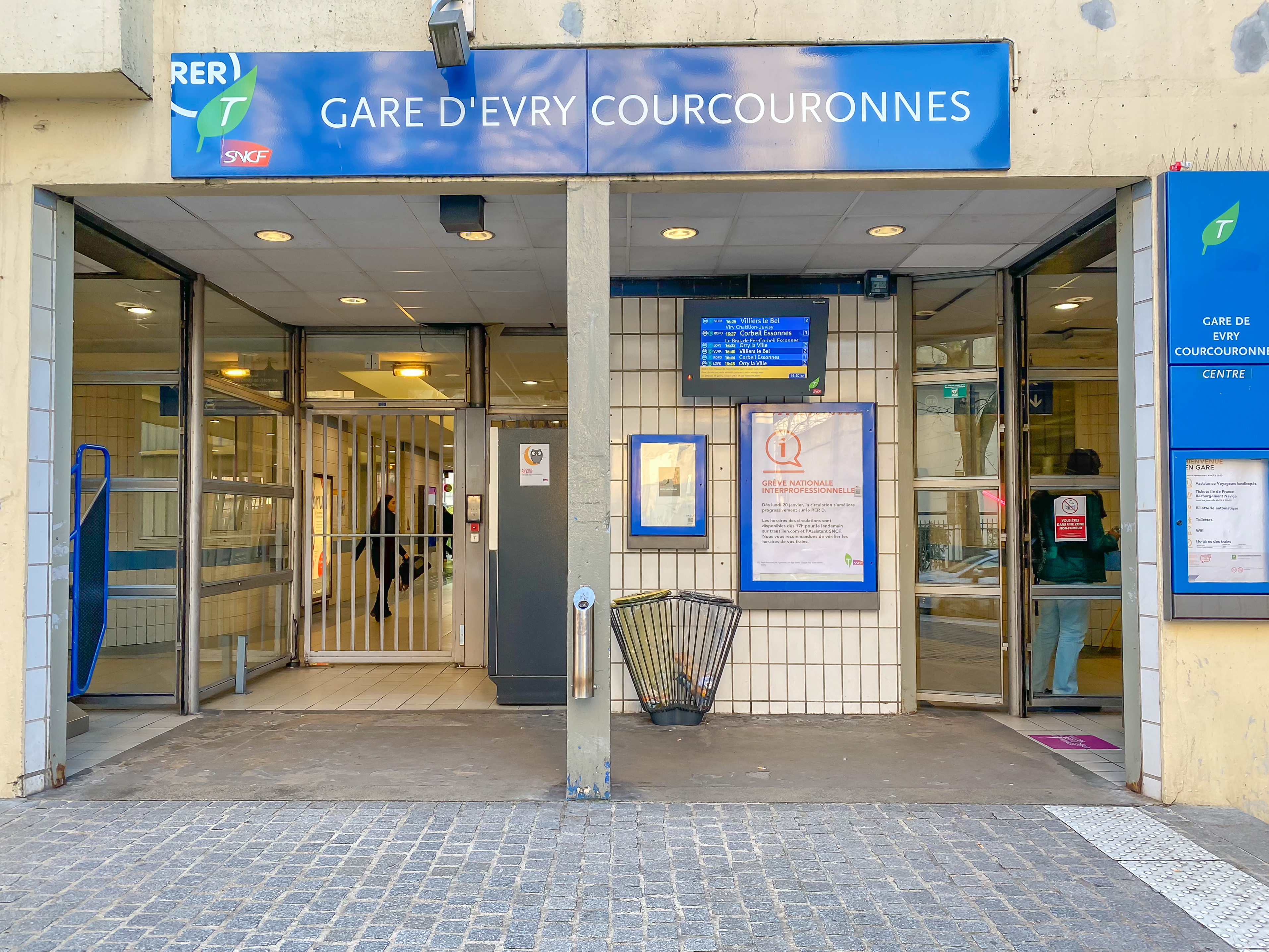
L'accès George-Stephenson.
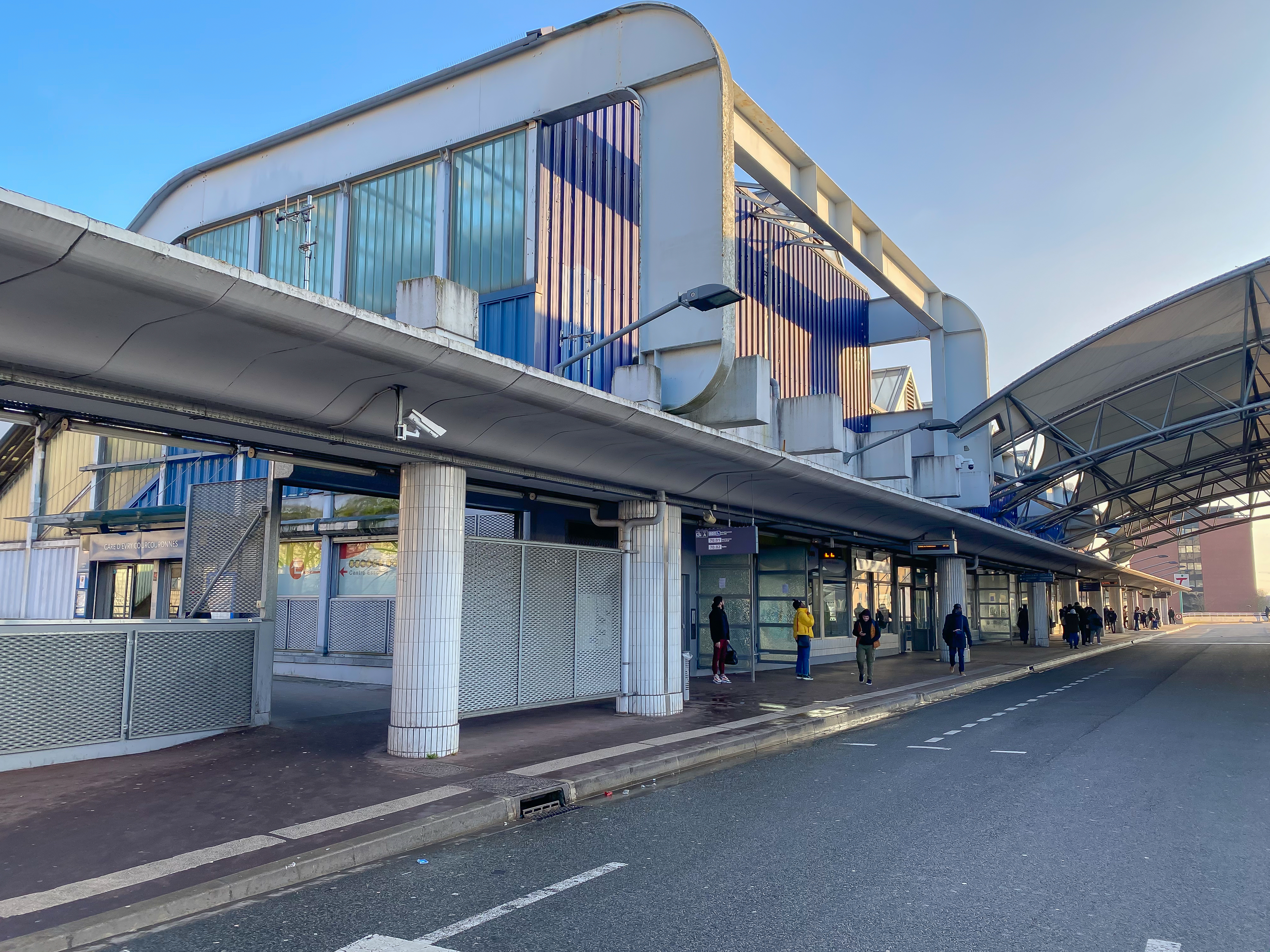
L'accès Gare routière.

Le hall de la gare dispose :
- de guichets de délivrance de titres de transports régionaux ;
- d'une agence de service Navigo et de délivrance de billets grandes lignes ;
- d'automates de délivrance de titres de transports régionaux et de grandes lignes ;
- d'un kiosque à journaux ;
- d'une agence du réseau de bus Évry Centre Essonne.

Installations de la gare
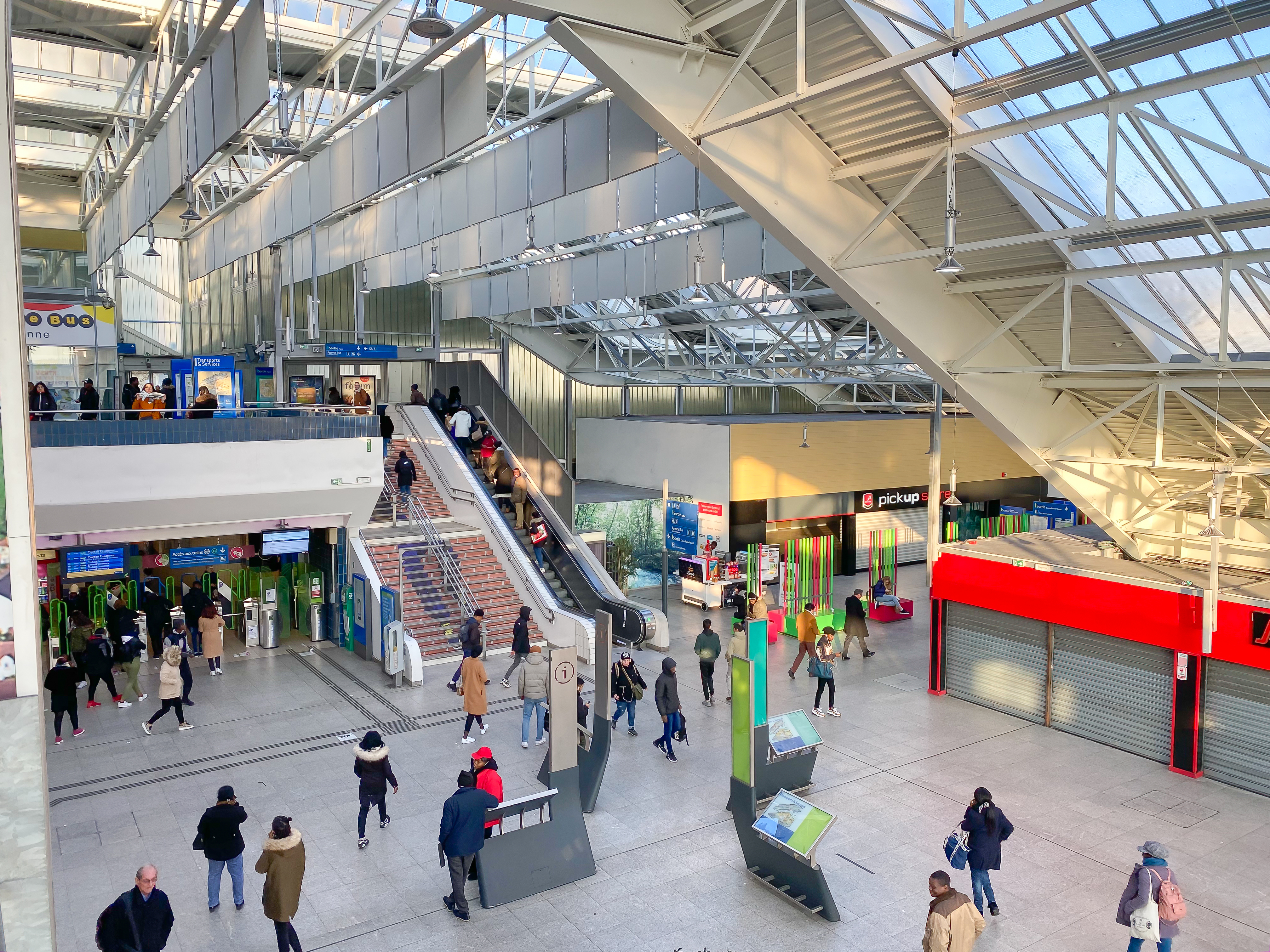
Vue du hall.
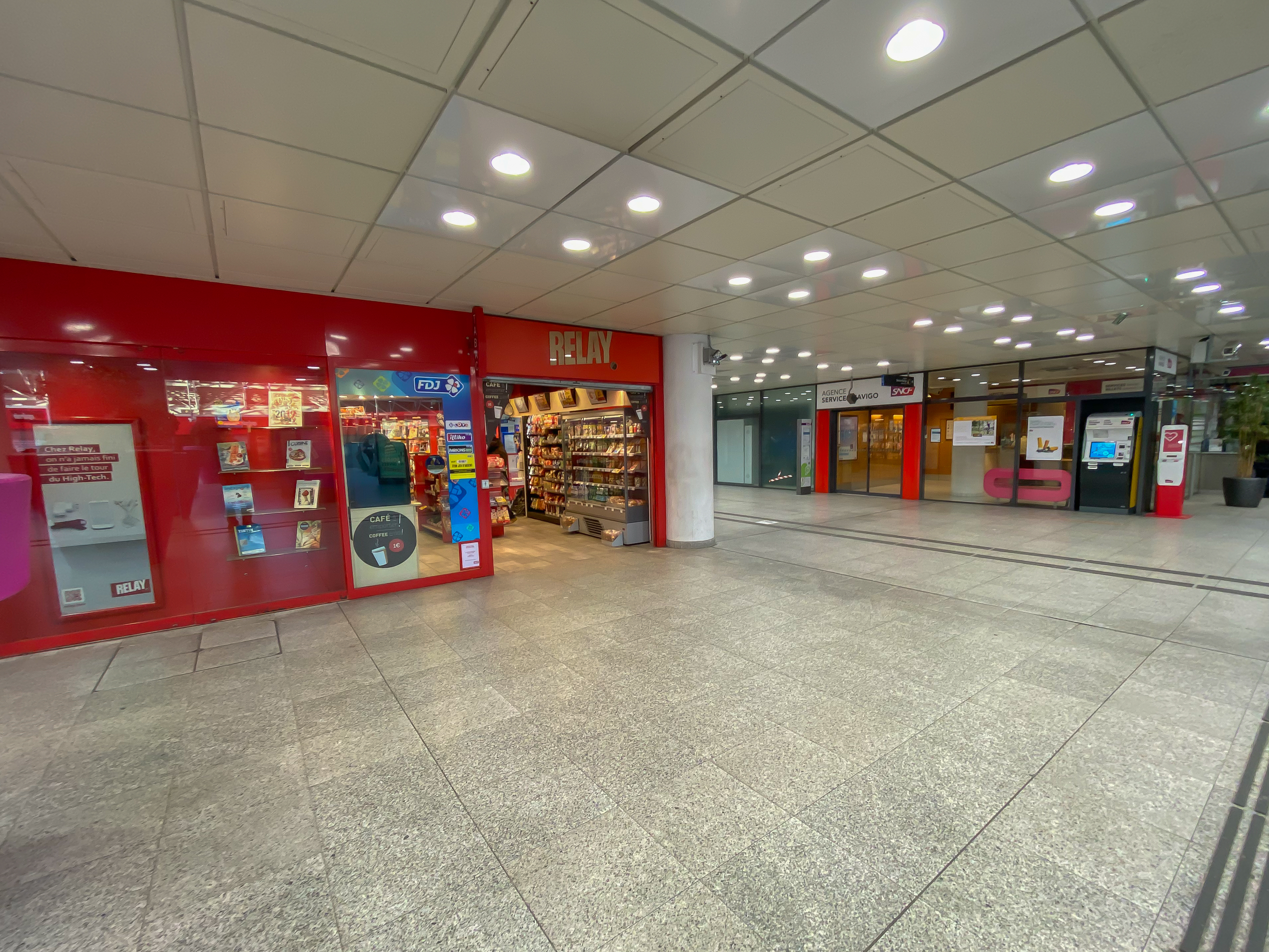
Le kiosque à journaux et la boutique Navigo.
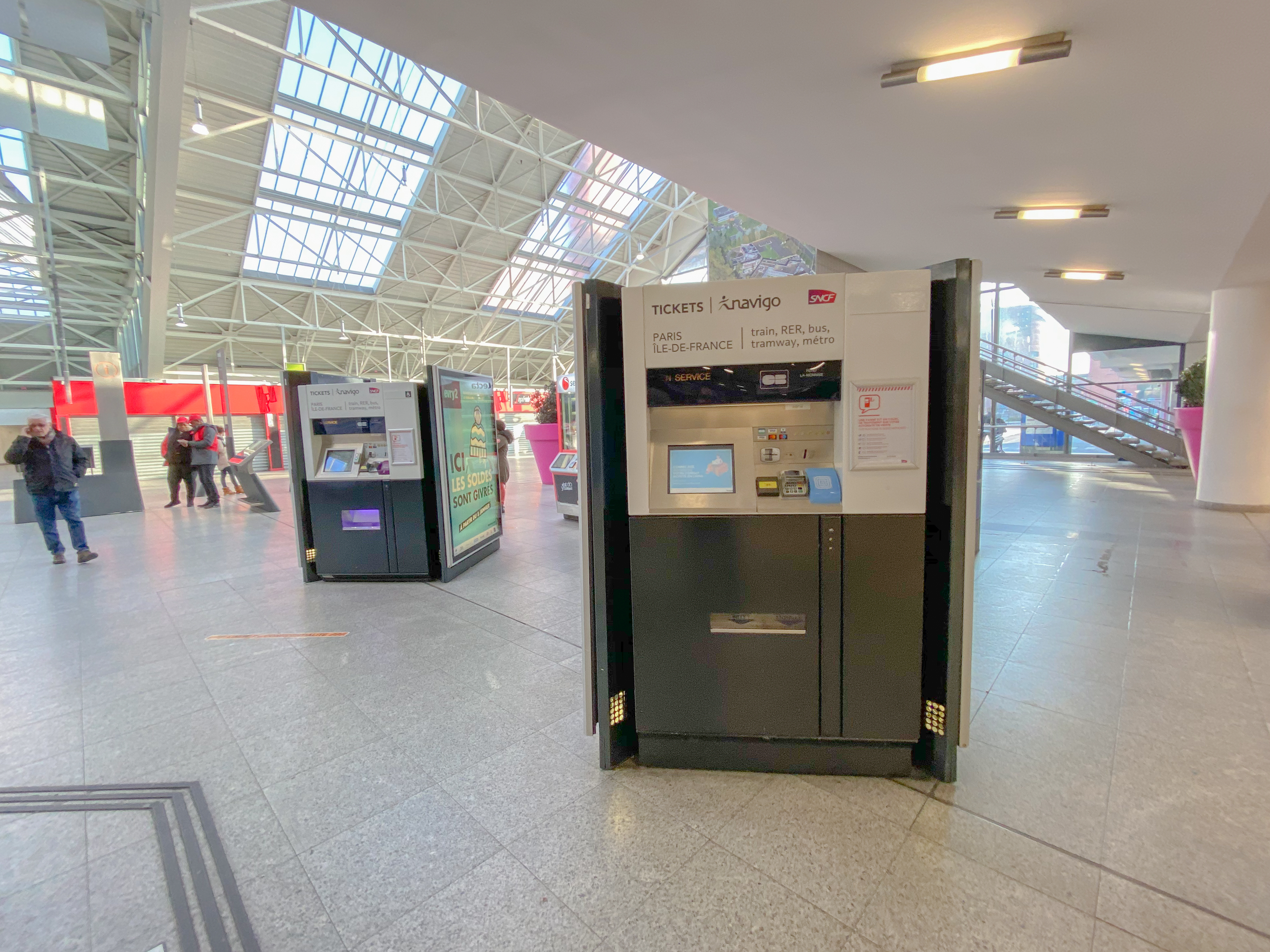
Automates de délivrance de titres de transports régionaux.
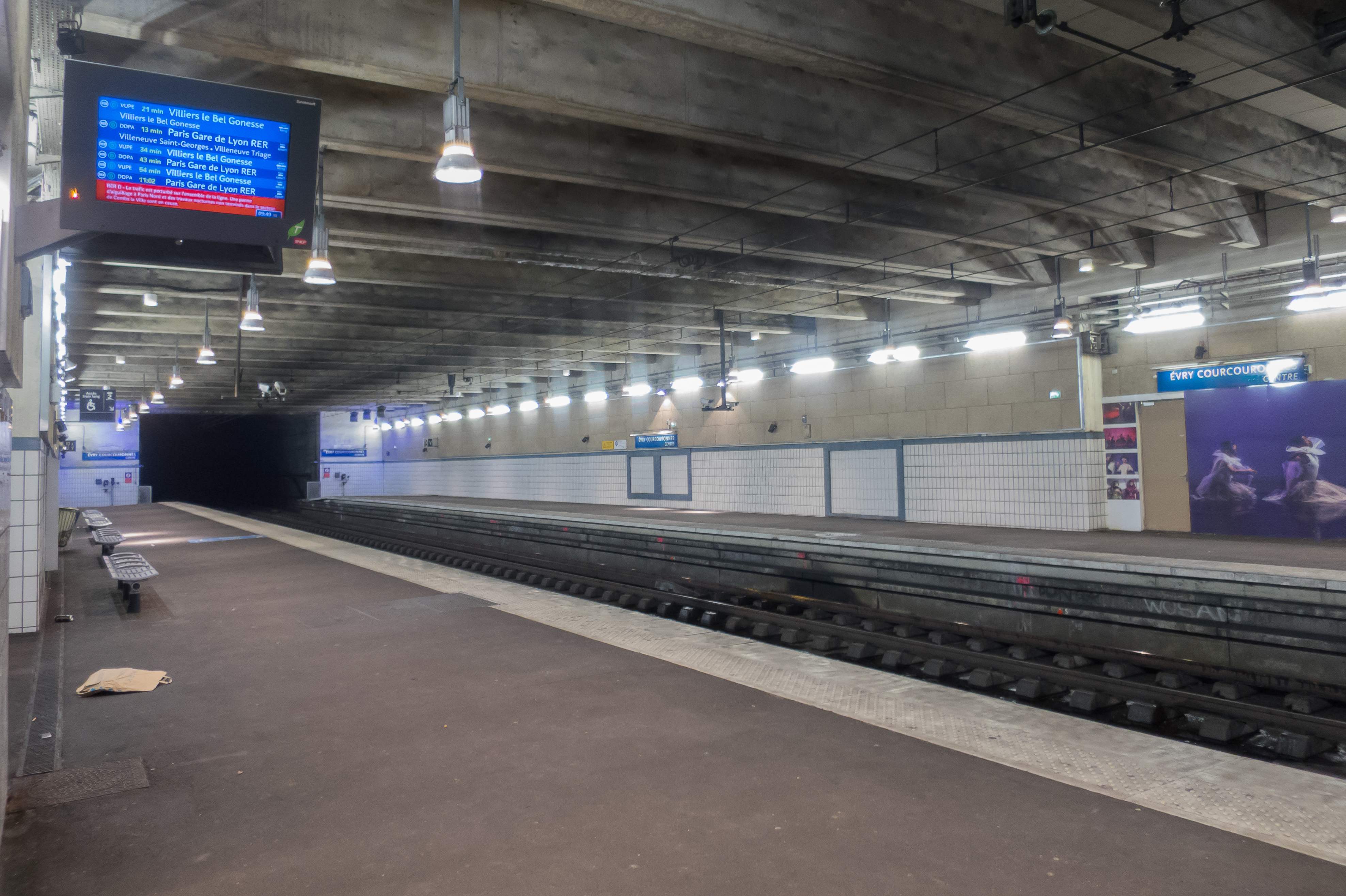
Les quais et les voies.

### Desserte
Elle est desservie par les trains de la ligne D du RER qui assurent des liaisons en direction de Corbeil-Essonnes, au sud de la ligne, et de Paris et au-delà, au nord de la ligne.

### Intermodalité

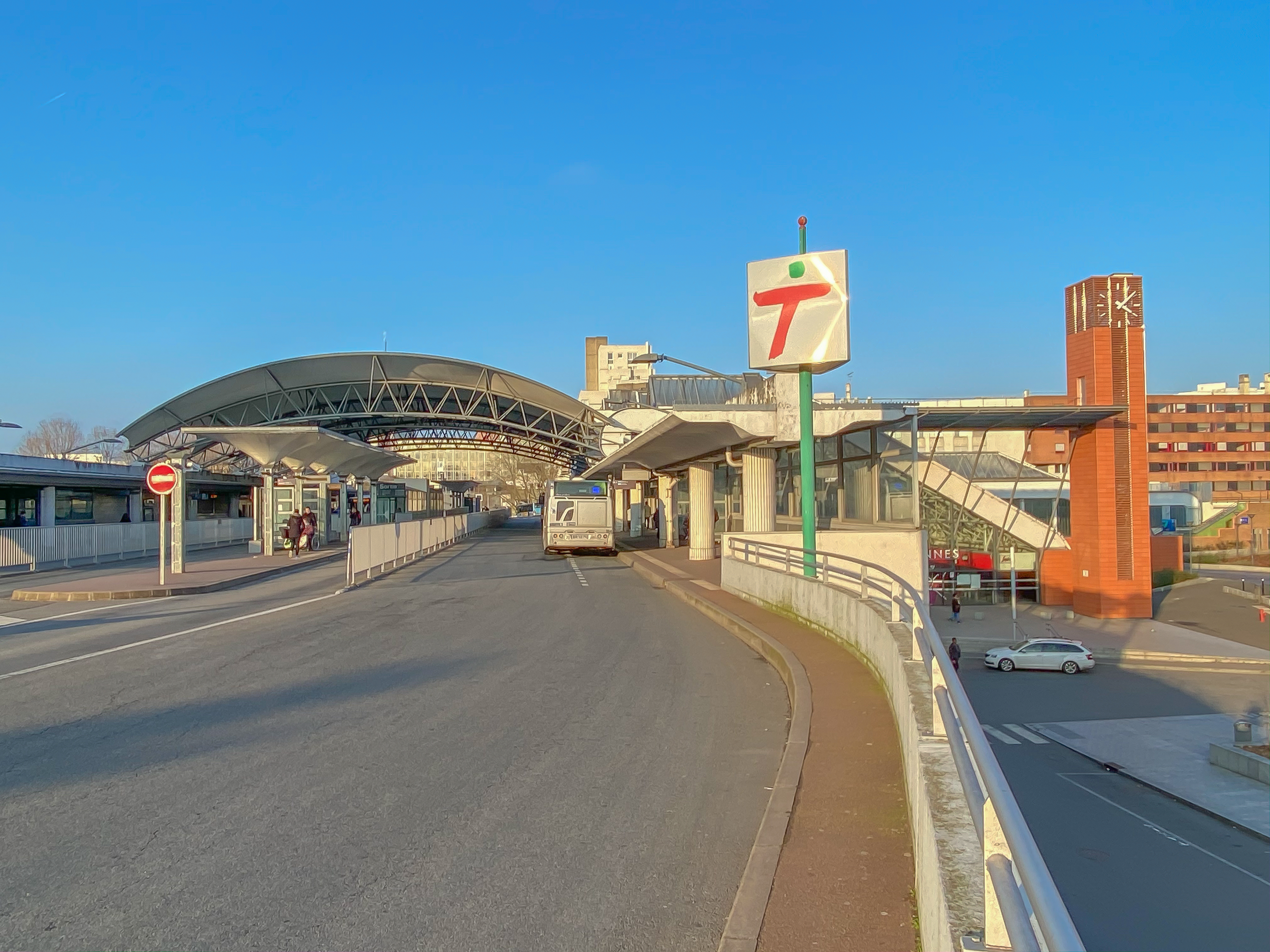
Le niveau supérieur de la gare routière d'Évry-Courcouronnes.

Une gare routière jouxte le bâtiment principal de la gare. Celle-ci est desservie par :
- les lignes 4201, 4202, 4204, 4206, 4212, 4214, 4215, 4216, 4217, 4232, 4241 et 4245 du réseau de bus Évry Centre Essonne ;
- les lignes 4122 et 9101 du réseau de bus Val d'Yerres Val de Seine ;
- la ligne 91.05 du réseau de bus Paris Saclay ;
- la ligne 4504 du réseau de bus Cœur d'Essonne ;
- les lignes 3703 et 7715 du réseau de bus de Sénart ;
- la ligne 4307 et pendant les vacances scolaires par la ligne 4346 du réseau de bus Essonne Sud Est ;
- et, la nuit, par les lignes N135 et N139 du réseau Noctilien.

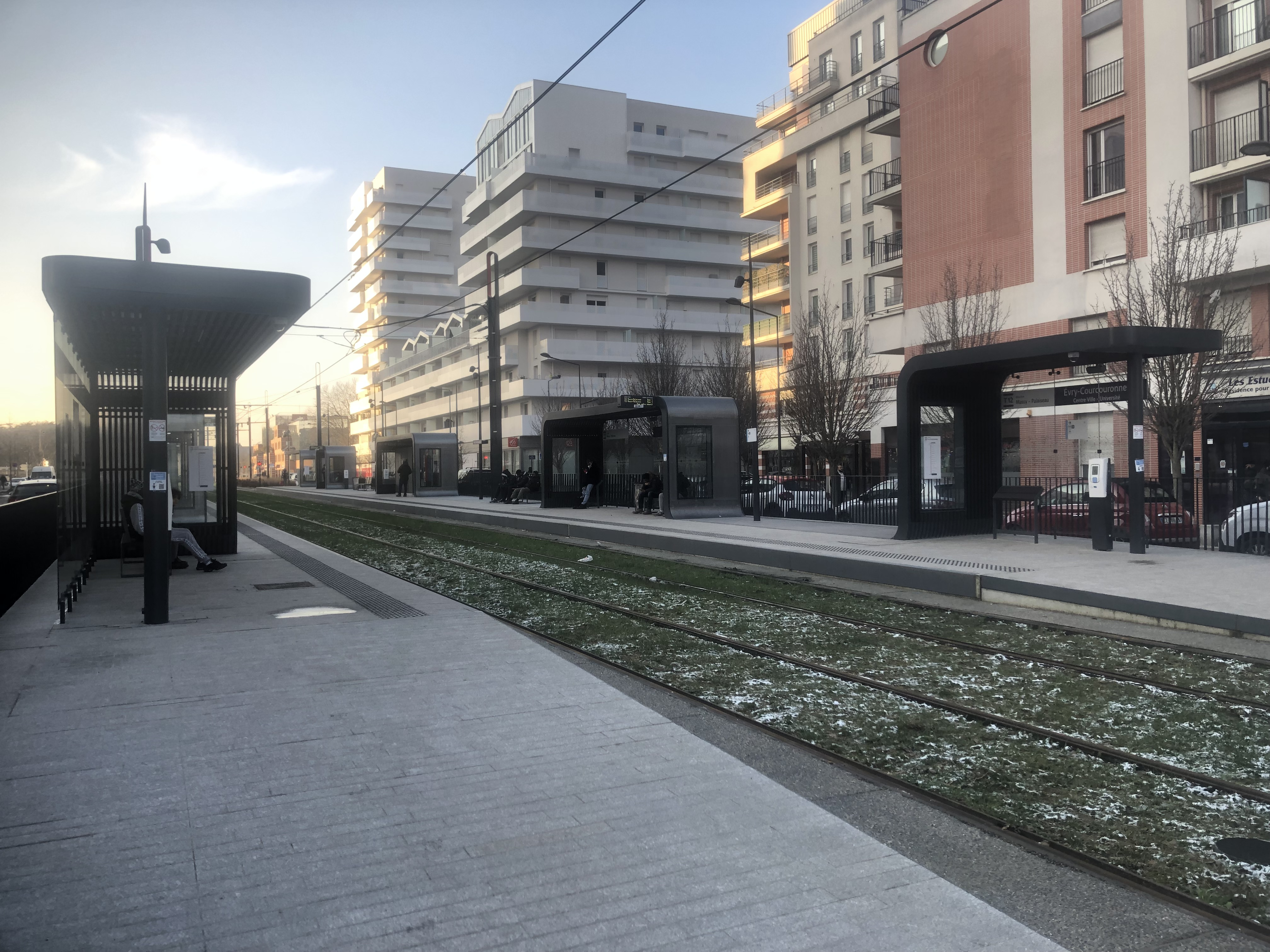
La station de tramway.

Depuis le 9 décembre 2023, la correspondance est assurée avec la ligne 12 du tramway d'Île-de-France.

## Projet
Initialement prévue pour 2017, puis pour 2024, enfin pour 2025, la gare devrait être desservie par la ligne 4 du T Zen. Elle reprendra entièrement l'itinéraire du bus 4206 entre la gare de Corbeil-Essonnes et Viry-Châtillon.